# Fenilmetilcarbinol
Fenilmetilcarbinol, metilfenilcarbinol ou 1-feniletanol, é um composto químico de fórmula C8H10O, SMILES CC(C1=CC=CC=C1)O, massa molecular 122,1644 ,classificado com o número CAS 98-85-1, sendo um álcool aromático.
Apresenta ponto de fusão de 19 a 20°C, ponto de ebulição de 204 °C a 745 mm Hg, ponto de ebulição 85°C (185°F), densidade de 1,012 g/mL a 25 °C.

## Produção
É obtido a partir da redução da acetofenona, pela reação de cloreto de metil magnésio ou pela oxidação do etilbenzeno.
No processo do hidroperóxido, um hidroperóxido orgânico é usado para epoxidar propileno, tendo este álcool como coproduto.